# ホテルニュートリノ
「ホテルニュートリノ」は、THE YELLOW MONKEYの楽曲。吉井和哉が作詞、作曲を手掛けた。約4年ぶりの配信シングルとして2024年元日にAtlantic/Warner Music Japanより発売された。 

## 概要
表題曲は2023年にWOWOWで放送されたドラマ「東京貧困女子。-貧困なんて他人事だと思ってた-」の主題歌として書き下ろされた楽曲である。2023年に咽頭がんのため療養していた吉井へ復帰を望む声が寄せられていた中で、ファン待望の新曲リリースとなる。
吉井は本楽曲について、人間の身体をホテルに例え、魂のチェックアウトを人生の終着に見立てていると話しており、その個人差を「高級ホテルから廃墟のようなものまで」と語っている。また、78年くらいのスペシャルズ、マッドネスあたりのスカをイメージして製作されている。
吉井の咽頭がん治療の影響で普段より高いキーになっている。
アートワークデザインは吉良進太郎が手掛けている。隕石に歌舞伎町が日本の繁華街の象徴として映り込んでいるデザインであり、吉良がバンドに対して抱いている、壮大なものを描きつつも良い意味で茶化すという二面性と、日本人っぽさというイメージを具現化したものである。

## ミュージックビデオ
渡邉直が監督を務め、吉井のメッセージを元に製作にあたったと語っている。また、ミュージックビデオ公開に併せて新たなアーティスト写真も公開され、さらに2024年4月27日に東京ドーム公演「THE YELLOW MONKEY SUPER BIG EGG 2024 "SHINE ON"」を開催することが告知された。